# 그링고 (영화)
《그링고》(영어: Gringo)는 2018년 개봉한 미국의 액션 코미디 영화이다. 내시 에저턴이 감독을, 앤소니 텀배키스와 매슈 스톤이 각본을 맡았다.

## 줄거리
다니는 제약 회사가 합병을 앞두고 멕시코 공장 운영을 중단하기로 하면서 해리는 일자리를 잃을 위기에 처한다. 해리는 멕시코에서 본인의 납치극을 꾸며내 회사에서 거액의 몸값을 뜯어내려고 한다. 그러나 회장은 오히려 해리를 죽여 생명 보험금을 타낼 궁리를 하고, 그간 공장에서 대마 성분 약을 빼돌려온 멕시코 마약 카르텔은 대마 약 제조법을 알아내기 위해 해리를 진짜로 납치하려고 한다.

## 출연
- 데이비드 오옐로워 - 해럴드 "해리" 소잉카 역
- 조엘 에저턴 - 리처드 러스크 역
- 샬리즈 세런 - 일레인 마킨슨 역
- 탠디 뉴턴 - 보니 소잉카 역
- 샬토 코플리 - 미치 러스크 역
- 해리 트레더웨이 - 마일스 역
- 어맨다 사이프레드 - 서니 역
- 카를로스 코로나 - 후안 미겔 "판테라 네그라" 비예가스 역
- 에르난 멘도사 - 셀레리노 산체스 역
- 디에고 카타뇨 - 로날도 곤살레스 역
- 율 바스케스 - "앙헬" 발베르데 역
- 패리스 잭슨 - 넬리 역
- 앨런 럭 - 제리 역
- 케네스 최 - 마티 역
- 멜로니 디애즈 - 미아 역
- 엑토르 코치파키스 - 로베르토 베가 역
- 바시르 살라후딘 - 스튜 역
- 빌 마 - 본인 역

## 기타 제작진
- 총괄 제작: 트리시 호프먼, 매슈 스톤
- 배역: 카먼 큐바
- 미술: 파트리스 베르메트
- 의상: 도나 저카우스카